# Rhode Island Stingrays
El Rhode Island Stingrays fue un equipo de fútbol de los Estados Unidos que alguna vez jugó en la USL Premier Development League, la cuarta liga de fútbol en importancia en el país.

## Historia
Fue fundado en el año 1995 en la ciudad de Providence, Rhode Island originalmente como un equipo de la desaparecida USISL, la cual incluía una liga de fútbol indoor, la cual jugaron por única vez en la temporada 1996/97.
En su estancia en la liga consiguieron ganar un título divisional en 1998 y jugar por primera vez la US Open Cup en 1997, donde los eliminaron en la primera ronda. En 1999 pasaron a la USL en la división 3, donde nunca clasificaron a los playoffs y como consecuencia decidieron bajar un nivel y unirse a la USL Premier Development League en 2002, liga donde permanecieron sin pena ni gloria hasta su desaparición en 2009.

## Palmarés
- USISL D-3 Pro League Northeast Division: 1

1998

## Temporadas
| Año     | División | Liga                 | Temporada Regular | Playoffs                 | US Open Cup  |
| ------- | -------- | -------------------- | ----------------- | ------------------------ | ------------ |
| 1995    | 3        | USISL Pro League     | 5º, Coastal       | No clasificó             | No clasificó |
| 1996    | 3        | USISL Pro League     | 3º, Northeast     | Semifinal de Conferencia | No clasificó |
| 1996/97 | N/A      | USISL I-League       | 2º, East          | No clasificó             | N/A          |
| 1997    | 3        | USISL D-3 Pro League | 2º, Northeast     | Semifinal Divisional     | 1.ª Ronda    |
| 1998    | 3        | USISL D-3 Pro League | 1º, Northeast     | Final Divisional         | No clasificó |
| 1999    | 3        | USL D-3 Pro League   | 9º, Northern      | No clasificó             | No clasificó |
| 2000    | 3        | USL D-3 Pro League   | 8º, Northern      | No clasificó             | No clasificó |
| 2001    | 3        | USL D-3 Pro League   | 5º, Northern      | No clasificó             | No clasificó |
| 2002    | 4        | USL PDL              | 3º, Northeast     | No clasificó             | No clasificó |
| 2003    | 4        | USL PDL              | 4º, Northeast     | No clasificó             | No clasificó |
| 2004    | 4        | USL PDL              | 4º, Northeast     | No clasificó             | No clasificó |
| 2005    | 4        | USL PDL              | 7º, Northeast     | No clasificó             | No clasificó |
| 2006    | 4        | USL PDL              | 3º, New England   | No clasificó             | No clasificó |
| 2007    | 4        | USL PDL              | 8º, Northeast     | No clasificó             | No clasificó |
| 2008    | 4        | USL PDL              | 5º, New England   | No clasificó             | No clasificó |
| 2009    | 4        | USL PDL              | 6º, Northeast     | No clasificó             | No clasificó |

## Estadios
- Pierce Memorial Field; East Providence, Rhode Island (2003–2008)
- Kickemuit Middle School Field; Warren, Rhode Island, 1 juego (2005)
- Robert J. Black Stadium; Providence, Rhode Island, (2006, 2009)
- Bryant University Stadium; Smithfield, Rhode Island, 1 juego (2007)